# Bath (Nuovo Brunswick)
Bath è un villaggio del Canada, situato nella provincia del Nuovo Brunswick.